# Cratera de Vredefort
A cratera de Vredefort, com 300 km de diâmetro e mais de dois bilhões de anos, é considerada a maior e a mais antiga cratera de impacto já descoberta na Terra (em 2006 pesquisadores liderados por Ralph von Frese descobriram em Wilkes Land na Antártida uma cratera com 480 km de diâmetro).
Localiza-se na Província do Estado Livre da África do Sul. A localidade de Vredefort situa-se dentro da cratera e dá nome à mesma.
Estima-se que o meteoro que causou a cratera tivesse entre 6 a 10 km de diâmetro e que este embateu na Terra há cerca de 2,1 bilhões de anos com uma velocidade 40 000 a 250 000 km/h.
É um testemunho do evento conhecido que mais energia libertou e que causou enormes mudanças globais, incluindo mudanças evolutivas. Apesar da importância para a história do planeta, actividades geológicas na superfície da Terra levaram ao desaparecimento de evidências da maioria das áreas de impacto. Vredefort é hoje o único exemplo que fornece todas as características deste tipo de formação na superfície do planeta.